# Weißschulteribis
Der Weißschulteribis (Pseudibis davisoni) ist eine vom Aussterben bedrohte Ibisart, die heute noch im Norden Kambodschas und in Borneo vorkommt.

## Merkmale

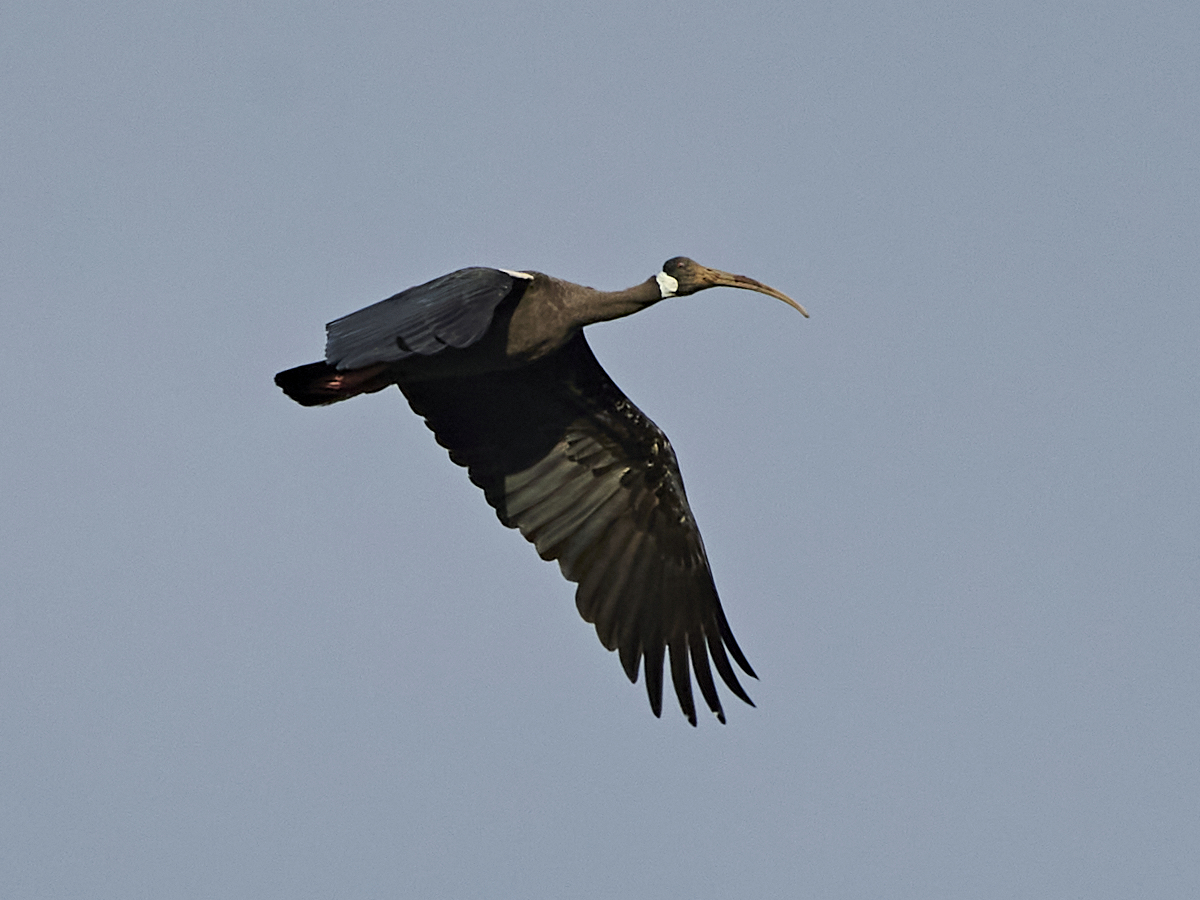
Fliegender Weißschulteribis

Die relativ große Ibisart erreicht eine Kopf-Rumpf-Länge von 60 bis 85 Zentimeter und steht damit zwischen seinen nahen Verwandten, dem Warzenibis (Pseudibis papillosa) und dem Riesenibis (P. gigantea). Der Rumpf, der Hals und der Kopf sind schwärzlich. Unmittelbar unterhalb des unbefiederten Kopfes befindet sich ein unbefiederter hellblauer Ring, der sich im Nacken bis auf die Mitte des Hinterkopfes erstreckt und zur Kehle hin weißlich wird. Die Beine sind blass rötlich. Auf den unteren Flügeldecken befindet sich ein weißlicher Bereich. Der Schnabel der Männchen ist länger als der Weibchen und erstere sind in der Regel größer. Jungvögel haben ein bräunliches Gefieder und ihr Kopf ist gefiedert.

## Verbreitung, Lebensraum und Ernährung

Das verbliebene Verbreitungsgebiet des Weißschulteribis (Die hier noch markierte Population im Süden Vietnams ist nach Angaben der IUCN inzwischen ausgestorben).

Der Weißschulteribis kam ursprünglich fast im gesamten festländischen Südostasien von Myanmar bis Vietnam, in Südchina und auf Borneo vor. Heute ist das Verbreitungsgebiet auf wenige Regionen in Kambodscha und Borneo beschränkt. Dort bewohnt er Sümpfe, saisonal überschwemmte Gebiete, verlassene Reisfelder, die Ufer von Seen und großen Flüssen, Galeriewälder und Tümpel in trockenen, von Flügelfruchtgewächsen dominierten Wäldern. Der Weißschulteribis ernährt sich von wirbellosen Tieren, Amphibien, kleinen Schlangen, Samen und möglicherweise auch von Früchten. Die Nahrung wird allein, paarweise oder in kleinen Gruppen gesucht.

## Fortpflanzung
Die Brutzeit liegt in Kambodscha in der von Dezember bis April andauernden Trockenzeit. Die sinkenden Wasserspiegel führen dann zu einer Freilegung großer Schlammflächen, in denen die Vögel nach Nahrung suchen können. Das Nest wird in der Nähe von offenem Wasser in Bäumen gebaut, oft in Höhen von 5 bis zehn Metern über dem Erdboden, man fand jedoch auch Nester in 30 bis über 40 Meter Höhe. Das Nest besteht aus Zweigen und Blättern und es wird während der gesamten Brutzeit von beiden Geschlechtern immer wieder Material hinzugefügt. Hin und wieder werden auch alte Greifvogelnester genutzt. Das Gelege besteht aus zwei bis vier hellblauen Eiern, die mindestens 28 bis 29 Tage vom Weibchen bebrütet werden. Die Küken schlüpfen nicht gleichzeitig. Ihre Beine sind hellgelb. Beide Eltern füttern die Jungvögel. Die Dauer der Nestlingszeit liegt bei mindestens 26 Tagen.

## Gefährdung
Die IUCN beurteilt den Bestand des Weißschulteribis als vom Aussterben bedroht. 2018 schätzte man, dass es nur noch 670 ausgewachsene Exemplare gab, mit abnehmender Tendenz. Der Hauptgrund für den Bestandsrückgang ist der Verlust von Lebensraum durch die Abholzung der Tieflandregenwälder und die Umwandlung von Feuchtgebieten in landwirtschaftliche Nutzflächen.